# Neogardneria
Neogardneria é um género botânico pertencente à família das orquídeas (Orchidaceae). Foi recircunscrito por Garay baseado em material de Schlechter, em Orquideología; Revista de la Sociedad Colombiana de Orquideología 8: 32, em 1973. A espécie tipo é a Neogardneria murrayana (Gardn. ex Hook.) Schlechter, antes Zygopetalum murrayanum Gardner ex Hook.. O nome do gênero é uma homenagem a George Gardner, estudioso das orquídeas, que entretanto recebeu o prefixo neo por já haver um gênero homônimo de Gardneria na família das Loganiaceae.

## Distribuição
Abriga apenas uma espécie epífita, ocasionalmente terrestre ou humícola, de crescimento cespitoso, que habita a Mata Atlântica do Rio de Janeiro, nomeadamente a Serra dos Órgãos.

## Descrição
Vegetativamente, lembra muito o Zygopetalum crinitum e algumas Pabstia. Seu rizoma é curto, os pseudobulbos robustos apresentam-se agregados, são ovóides, algo compressos lateralmente, inicialmente guarnecidos por Baínhas foliares basais, no ápice duas a quatro grandes folhas herbáceas, espessas, com muitas nervuras evidentes pelo dorso, acanoadas para a base. inflorescência racemosa curta, ereta, basal, que brota das axilas das Baínhas externas dos pseudobulbos, ostentando na sua metade apical até sete flores.
As flores apresentam sépalas e pétalas do mesmo comprimento, parecidas entre sí, carnosas, mais ou menos planas, arcadas para a frente. A labelo é espesso, internamente pubescente, trilobado, de lobo central longo,  arredondado na ponta, com margens inteiras, apresentando próximo à base uma calosidade proeminente, crenulada, carnosa, semicircular, e lobos laterais muito pequenos. A coluna é curta e carnosa, larga, bialada.